# Amazing Kiss
Amazing Kiss （アメイジング・キス）は、BoAの日本での2枚目のシングル。

## 解説
- 初回盤のパッケージはCDのケースの表側に印刷されている。
- プロモーション・ビデオは山梨県北杜市小淵沢町のレゾナーレで撮影している。
- 2002年3月30日、Rhythm REPUBLICからアナログ盤が発売された[1]。

## 収録曲

### CD
1. Amazing Kiss
  - 作詞・作曲：BOUNCEBACK／編曲：原田憲、BOUNCEBACK
  - 韓国語ver.は2002年発売の《Summer Vacation In SMTOWN.COM》に収録されている。
2. Someday, somewhere
  - 作詞：小倉健二／作曲：Lee, hyun jung／編曲：Kwak, young jun
  - 原曲は韓国での1集「ID; Peace B」収録。
3. Amazing Kiss -English Version-
  - 作詞：Zusi Kim
  - 「English Version」としては唯一PVが製作されている。DVD版「8 Films & more」に特典映像として収録。
4. Amazing Kiss (Instrumental)
5. Someday, somewhere (Instrumental)

### アナログ盤
1. Amazing Kiss (Thunderpuss Japanese Club Mix)
Remix by Thunderpuss
All Keyboards, Programming & Mixing by Chris Cox & Barry Harris at Thunderpuss Studios, N. Hollywood, CA
リミックスアルバム『Peace B.REMIXES』にも収録されている。
2. Amazing Kiss (Groove That Soul Japanese Mix)
Remixed by Satoshi Hidaka from GTS
3. Amazing Kiss (Original Japanese Version)

## 収録アルバム
- 1st ALBUM「LISTEN TO MY HEART」（M-1）
- BEST ALBUM「BEST OF SOUL」（M-1）
- SPECIAL ALBUM「Next World」（M-3）

## タイアップ
Amazing Kiss
- カネボウ「テスティモ」CMソング（M-1）
- ニッポン放送「ショウアップナイター」エンディングテーマ
- 日本テレビ系「ろみひー」エンディングテーマ